# Leiocephalus eremitus
Leiocephalus eremitus (навасська ігуана-крутихвіст) — вимерлий вид ігуаноподібних ящірок родини Leiocephalidae, що був ендеміком острова Навасса.

## Поширення і екологія
Навасські ігуани-крутихвости раніше жили на острові Навасса, розташованому між Гаїті і Ямайкою. Вони зустрічалися в сухих тропічних лісах і чагарниках, однак вимерли до кінця XIX століття. Ймовірно, причиною їх вимирання було хижацтво з боку інтродукованих кішок.